# Miechów (Grande-Pologne)
Pour les articles homonymes, voir Miechów.
Miechów est une localité polonaise de la gmina de Perzów, située dans le powiat de Kępno en voïvodie de Grande-Pologne.